# Manabu Ikeda
Manabu Ikeda (født 3. juli 1980) er en tidligere japansk fodboldspiller.
Han har spillet for flere forskellige klubber i sin karriere, herunder Urawa Reds og Shonan Bellmare.